# Obrium trifasciatum
Obrium trifasciatum là một loài bọ cánh cứng trong họ Cerambycidae.